# 王静坚
王静坚（1918年1月10日—1966年10月1日），原名王善堂，曾用名王卓、王惠微，男，山东莱阳市沐浴店镇人，中华人民共和国政治人物。

## 生平
1941年2月，组建中共莱东县委时，他任县委委员，同年6月任中共莱东县委宣传部部长。1943年1月任莱东行署代理主任，1945年10月任莱东县代理县长。同年10月，调到东北，先后任桓仁县县长，中共丹东省委党校教育长，通化市市长、市委书记，中共吉林省委宣传部副部长，中共四平地委第二书记、第一书记等职，1966年10月1日受迫害致死。